# Даніель Мільштейн
Даніель Мільштейн (англ. Daniel Milstein; нар. 8 листопада 1975) — американський підприємець єврейсько-українського походження, агент багатьох російських гравців НХЛ. Він є засновником і генеральним директором Gold Star Financial Group, агентом НХЛ у Gold Star Hockey. Він є засновником і власником групи Gold Star, до якої входять Gold Star Financial Group і Gold Star Sports. Серед відомих клієнтів — Павло Дацюк, Микита Кучеров та Ілля Міхеєв.

## Ранні роки та освіта
Даніель Мільштейн народився в українсько-єврейській родині в Києві, який тоді входив до складу Радянського Союзу. Автобіографія Мільштейна 2013 року «17 центів і мрія» детально описує еміграцію його родини з України в день, коли країна проголосила свою незалежність від тодішнього СРСР.. Він писав про переїзд своєї родини та про те, як вона починала з нуля та створила Gold Star Companies. Мільштейн написав ще три книги.

## Кар'єра
Мілштейн закінчив Університет Клірі, перш ніж заснувати Gold Star Financial Group у 2000 році. Компанія починала як іпотечний постачальник з головним офісом в Енн-Арбор, штат Мічиган. Мільштейн не потрапив іпотечну бульбашку, завдяки чому компанія мала значне зростання під час іпотечної кризи 2008 року. Вони були у списку 500 найшвидше зростаючих приватних компаній. за 2009 рік, а Crain's Detroit Business NewsLetter включив Мільштейна до свого списку «40 осіб до 40 років у Детройті».
Мільштейн був другом і перекладачем хокеїста Павла Дацюка, а згодом став його агентом, і керував переговорами щодо завершення кар'єри Дацюка в НХЛ. Після цього Мільштейн став агентом кількох інших російських гравців НХЛ. У грудні 2016 року Мільштейн (як Gold Star Sports Management) брав участь у переговорах щодо контракту Артемія Панаріна з «Чикаго Блекгокс». Чикагці і Панарін домовилися про дворічне продовження контракту на суму 12 мільйонів доларів; пізніше Панаріна обміняли до «Коламбус Блю-Джекетс».
Крім того Мільштейн представляв інтереси кількох інших російських гравців, зокрема Даніса Заріпова, Івана Демидова, Микити Зайцева, Микити Задорова, Олексія Марченка, Андрія Миронова, Владислава Наместникова, Іллі Міхеєва, Михайла Сергачова та Кліма Костіна. Серед його клієнтів також був володар трофею Везіни Андрій Василевський з «Тампа-Бей Лайтнінг» та володар трофею Гарта і товариш по команді «Тампа-Бей» Микита Кучеров. Обидва вони підписали восьмирічні продовження контрактів на суму 76 мільйонів доларів кожен.
Після початку повномасштабної війни Росії проти України на його сторінках у соцмережах залишилось чимало проросійського контенту. Будучи власником футбольного клубу «Санта Колома», він у 2022 році запросив очолити його команду російському тренеру Дмитру Черишеву. За словами Мільштейна, його клуб розглядає гравців з усього світу, зокрема й із Росії, бо футбол має бути поза політикою.